# Horacio Quiroga

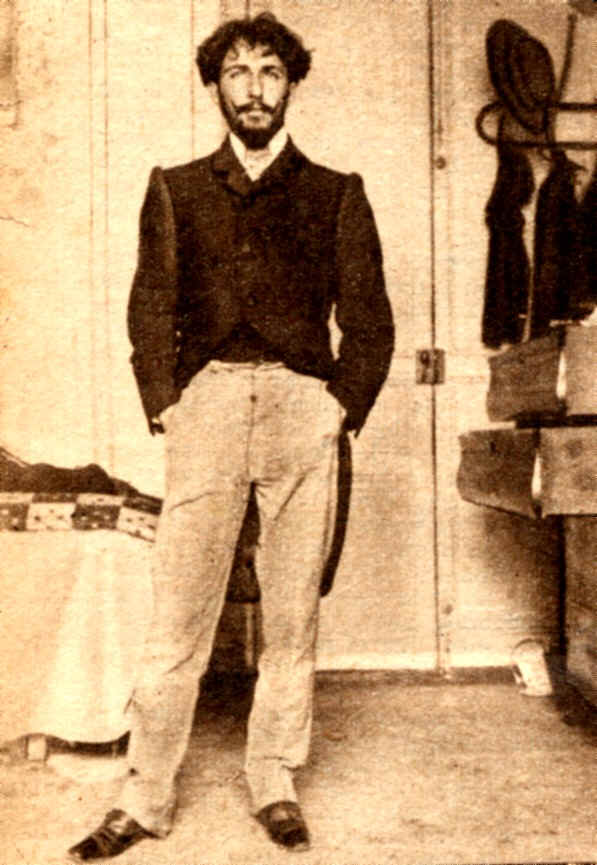

Horacio Quiroga (ur. 31 grudnia 1878 w Salto, zm. 19 lutego 1937 w Buenos Aires) – urugwajski autor opowiadań, dramaturg i poeta. Był jednym z mistrzów opowiadania latynoamerykańskiego, z żywą, naturalistyczną i modernistyczną prozą. Quiroga uznawany jest za najwybitniejszego przedstawiciela regionalizmu w literaturze hispanoamerykańskiej (iberoamerykańskiej). Jego opowiadania często przedstawiają naturę przerażającym świetle jako wroga ludzkich okoliczności. Porównywano go do amerykańskiego pisarza Edgara Allana Poe. Do jego najbardziej znanych dzieł należą opowieści o życiu w odległych od świata rejonach północnej Argentyny: Opowiadania o miłości, szaleństwie i śmierci, Biała zapaść, Opowieści leśne, Bajki argentyńskie.

## Życiorys

### Dzieciństwo
Horacio Silvestre Quiroga Forteza urodził się 31 grudnia 1878 roku w mieście Salto w Urugwaju, w północno-zachodniej części kraju, nad rzeką Urugwaj. Mając zaledwie 6 miesięcy stracił ojca, który przypadkowo śmiertelnie się postrzelił. Wychowywał go ojczym, ale w 1896 roku jego przybrany ojciec udaru mózgu, który pozostawił go w stanie paraliżu. Popełnił samobójstwo, strzelając sobie w usta ze strzelby, w momencie, gdy do pokoju wszedł 18-letni Quiroga.

### Wykształcenie
Do ukończenia szkoły średniej uczył się w Montevideo. Studia te obejmowały wykształcenie techniczne (Instituto Politécnico de Montevideo) i ogólne (Colegio Nacional). Od najmłodszych lat wykazywał zainteresowanie literaturą, chemią, fotografią, mechaniką, kolarstwem a szczególnie bliskie mu było życie wiejskie. We wczesnym wieku założył Sociedad de Ciclismo de Salto – Towarzystwo Kolarskie Salto i przejechał rowerem z Salto aż do Paysandú (120 km). W tym czasie spędzał długie godziny w warsztacie naprawiając maszyny i narzędzia. Zainteresował się też filozofią, nazywał siebie „jawnym i gorącym żołnierzem materializmu filozoficznego”. Pracował, studiował i współtworzył publikacje w La Revista, La Reforma oraz La Revista de Salto. Do dziś zachował się jego pierwszy zeszyt wierszy, zawierający dwadzieścia dwa utwory napisane w różnych stylach, powstałe w latach 1894–1897.

### Podróż do Paryża
Młody Quiroga zaczął eksperymentować z narkotykami, a po samobójstwie ojczyma postanowił zainwestować swój spadek w podróż do Paryża i w 1900 roku wyjechał do stolicy Francji, aby spełniać się literacko. Jednak jego pobyt w Europie nie trwał długo, ponieważ Paryż okazał się rozczarowaniem i po czterech miesiącach wrócił do kraju. Swoje wspomnienia z tamtego okresu podsumował w pamiętniku z podróży do Paryża (Diario de un viaje a París).

### Consultorio del Gay Saber
Po powrocie do kraju, Quiroga razem z Federico Ferrando, Alberto Brignole, Julio Jaureche, Fernández Saldaña, José María Delgado i Asdrúbal Delgado i założył Consultorio del Gay Saber, rodzaj koła literackiego, w którym mieli wypróbowywać nowe formy literackie i popierać modernistyczne cele pokolenia 900. Pomimo krótkiego istnienia Consultorio przewodniczyło życiu literackiemu Montevideo i polemice z grupą Julio Herrery y Reissiga. Consultorio del Gay Saber było jednym z koła literatów w Montevideo, zaraz obok Torre de los Panoramas. Spotykali się tam pisarze i myśliciele z początku XX wieku. Spotkania literatów odbywały się w latach 1900–1902 w pensjonacie, w którym Horacio Quiroga wynajmował pokój w Montevideo. Przełomowym krokiem w jego pisarskiej karierze było zajęcie drugiego miejsca w konkursie literackim, gdzie zadebiutował zbiorem wierszy, poematów prozą i skandalizujących opowiadań o tytule Los arrecifes de coral, ale radość z debiutu nie trwała długo, ponieważ niecały rok później stracił rodzeństwo – Prudencio i Pastora, którzy zmarli z powodu tyfusu plamistego.
W tym samym roku jego przyjaciel Federico Ferrando poinformował Quirogę, że chciałby stoczyć z pojedynek z Germánem Papini Zas, dziennikarzem z Montevideo. Horacio w trosce o bezpieczeństwo swojego przyjaciela zaoferował sprawdzenie i wyczyszczenie rewolweru, który miał zostać użyty w sporze. Jednak podczas sprawdzania broni, rewolwer wystrzelił w usta Ferrando, co przyczyniło się do jego natychmiastowej śmierci. Kiedy policja przybyła na miejsce zdarzenia, Quiroga został aresztowany, poddany przesłuchaniu, a następnie przeniesiony do aresztu poprawczego. Kiedy udowodniono przypadkowy charakter morderstwa, początkujący pisarz został zwolniony po czterech dniach aresztu. Poczucie winy z powodu śmierci swojego literackiego towarzysza doprowadziło Quirogę do rozwiązania koła literackiego i opuszczenia Urugwaju na rzecz Argentyny. W 1902 roku dotarł do Buenos Aires i zamieszkał tam z Maríą, swoją siostrą. W stolicy Argentyny pisarz osiągnął dojrzałość zawodową, która osiągnęła szczyt podczas pobytu w dżungli. Otrzymał pracę jako nauczyciel w egzaminacyjnych Colegio Nacional de Buenos Aires.

### Misiones i Chaco
W marcu 1903 roku został mianowany nauczycielem języka hiszpańskiego w British School w Buenos Aires. W czerwcu tego samego roku stał się ekspertem w dziedzinie fotografii i chciał towarzyszyć Leopoldo Lugonesowi w wyprawie do Misiones, która była finansowana przez Ministerstwo Edukacji. Celem wyprawy było zbadanie przez Lugonesa ruin wypraw misji jezuickich w tamtejszej prowincji. Doskonałość Quirogi jako fotografa sprawiła, że Lugones zgodził się go zabrać, a Urugwajczyk był w stanie udokumentować tę odkrywczą podróż na zdjęciach.

### Rozpoznawalność
Po powrocie do Buenos Aires i po nieudanych doświadczeniach w Chaco, Quiroga zajął się opowiadaniami i w 1904 roku opublikował książkę El crimen de otro, która była w widoczny sposób inspirowana stylem Edgara Allana Poe. Te wczesne porównania z „Mistrzem z Bostonu” nie przeszkadzały Quirodze, który do końca życia słuchał ich z samozadowoleniem i często odpowiadał, że Poe był jego pierwszym i najważniejszym nauczycielem.
Przez dwa lata pracował nad kilkoma opowiadaniami, w tym wiejskim horrorem i historiami dla dzieci, w których bohaterami były zwierzęta, które mówią i myślą, nie tracąc naturalnych cech swojego gatunku. Do tego okresu należy krótka powieść Los perseguidos (1905) będąca wynikiem podróży z Leopoldo Lugonesem przez dżunglę Misiones do granicy brazylijskiej oraz El almohadón de pluma, opublikowana w argentyńskim magazynie Caras y Caretas w 1905 roku. Wkrótce po tym, jak Quiroga zaczął publikować w magazynie, stał się znanym i prestiżowym autorem, którego teksty były wyszukiwane przez tysiące czytelników.

### Misiones
W 1906 roku Quiroga postanowił powrócić do dżungli. Korzystając z ułatwień oferowanych przez rząd w zakresie eksploatacji gruntów, kupił farmę (we współpracy ze swoim urugwajskim przyjacielem Vicente Gozalbo) o powierzchni 185 hektarów w prowincji Misiones, nad brzegiem Alto Paraná i rozpoczął przygotowania aby móc tam zamieszkać ucząc języka hiszpańskiego i literatury.
Podczas wakacji 1908 roku literat przeprowadził się do swojej nowej posiadłości i zaczął budować bungalow, w którym miał się osiedlić. Zakochany w jednej ze swoich uczennic, nastoletniej Anie Maríi Cires, zadedykował jej swoją pierwszą powieść, Historia de un amor turbio. Quiroga nalegał na związek w obliczu sprzeciwu rodziców uczennicy i ostatecznie uzyskał pozwolenie na ślub i zabranie jej do siebie w Misiones. Teściowie Quirogi, zaniepokojeni ryzykiem związanym z dzikim życiem, podążyli za parą i przenieśli się do Misiones wraz z córką i zięciem. W 1911 roku Ana María urodziła swoją pierwszą córkę – Eglé Quirogę i w tym samym okresie pisarz rozpoczął eksploatację swoich farm yerba mate we współpracy z Vicente Gozalbo. Jednocześnie został mianowany sędzią pokoju (urzędnikiem odpowiedzialnym za mediację w drobnych sporach między prywatnymi obywatelami i zawieranie małżeństw, wydawanie aktów zgonu itp.) w rejestrze cywilnym San Ignacio. W kolejnym roku urodził się jego młodszy syn Dario i gdy tylko dzieci nauczyły się chodzić, Quiroga postanowił osobiście zająć się ich edukacją. Od najmłodszych lat oswajał je z buszem i dżunglą, często narażając je na niebezpieczeństwo, tak aby były w stanie poradzić sobie samodzielnie i wyjść z każdej sytuacji.

### Powrót do Buenos Aires
Ana María Cires, żona pisarza, popełniła samobójstwo po spożyciu sublimatu używanego do wywoływania zdjęć, co spowodowało ośmiodniową agonię, podczas której opiekował się nią Horacio. Po samobójstwie młodej żony Quiroga przeniósł się z dziećmi do Buenos Aires, gdzie otrzymał posadę sekretarza-księgowego w Konsulacie Generalnym Urugwaju.
Przez cały 1917 rok mieszkał z dziećmi w piwnicy przy 164 Canning Avenue (dziś Raúl Scalabrini Ortiz), łącząc pracę dyplomatyczną z urządzeniem warsztatu w swoim domu i pracą nad wieloma opowiadaniami, które zostały opublikowane w prestiżowych czasopismach, takich jak wspomniane wcześniej P.B.T. i Pulgarcito. Większość z nich została zebrana przez Quirogę w kilku książkach, z których pierwszą była Cuentos de amor de locura y de muerte (1917). Został poproszony o napisanie książki przez pisarza Manuela Gálveza – szefa Cooperativa Editorial de Buenos Aires – tom natychmiast stał się ogromnym sukcesem publicznym i krytycznym oraz umocnił Quirogę jako prawdziwego mistrza opowiadania latynoamerykańskiego.
Następnie osiedlił się w małym mieszkaniu przy ulicy Agüero, w tym samym czasie ukazał się jego słynny zbiór opowiadań dla dzieci ze zwierzętami, gdzie akcja rozgrywa się w dżungli Misiones – Cuentos de la selva. Quiroga zadedykował tę książkę swoim dzieciom, które towarzyszyły mu w tym okresie ubóstwa.
Wraz z dwoma ważnymi awansami w szeregach konsularnych (najpierw na konsula okręgowego drugiej klasy, a następnie na konsula oddelegowanego) pojawiła się jego nowa książka z opowiadaniami El salvaje (1919). W następnym roku, zgodnie z ideą Consistorio Quiroga założył Agrupación Anaconda, grupę intelektualistów, którzy prowadzili działalność kulturalną w Argentynie i Urugwaju.
Jego jedyna sztuka teatralna Las sacrificadas została opublikowana w 1920 roku i miała premierę w 1921 roku (w tym samym czasie do sprzedaży trafiła Anaconda y otros cuentos) kolejna książka z opowiadaniami. Argentyńska gazeta „La Nación” również zaczęła publikować jego opowiadania, które w tym czasie były już popularne. Współpracował również z „La Novela Semanal”, a w latach 1922–1924, Quiroga uczestniczył jako sekretarz ambasady kulturalnej w Brazylii (której Akademia Literatury przyznała mu specjalne wyróżnienie), a po powrocie opublikował swoją nową książkę – El desierto.
Przez długi czas pisarz poświęcał się krytyce filmowej, kierując odpowiednią sekcją magazynów takich jak: Atlántida, El Hogar i La Nación. Napisał również scenariusz do filmu fabularnego – La jangada florida, który nigdy nie został nakręcony. Wkrótce potem został zaproszony do założenia szkoły filmowej. Jednak projekt, finansowany przez rosyjskich inwestorów, nie powiódł się.

### Powrót do Misiones
Wkrótce potem Horacio Quiroga powrócił do Misiones. Znów był zakochany, tym razem w 17-letniej dziewczynie – Ana María Palacio. Quiroga próbował przekonać jej rodziców, by pozwolili jej wyjechać i zamieszkać z nim w dżungli. Ich odmowa i późniejsza porażka w miłości zainspirowały go do powstania jego drugiej powieści – Pasado amor opublikowanej w 1929 roku. W końcu zmęczeni zalotnikiem rodzice dziewczyny zabrali ją a Quiroga został zmuszony do wyrzeczenia się swojej miłości.

### Drugie małżeństwo
Na początku 1926 r. Quiroga powrócił do Buenos Aires i wynajął wiejski dom w podmiejskiej dzielnicy Vicente López. U szczytu jego popularności ważne wydawnictwo poświęciło mu hołd, w którym wzięły udział między innymi takie postacie literackie jak Arturo Capdevila, Baldomero Fernández Moreno, Benito Lynch, Juana de Ibarbourou, Armando Donoso i Luis Franco. Jako miłośnik muzyki klasycznej, Quiroga często uczęszczał na koncerty Stowarzyszenia Wagnerowskiego, a hobby to przeplatał z niestrudzonym czytaniem tekstów technicznych i podręczników z zakresu mechaniki, fizyki i sztuk manualnych.
Do 1927 r. Horacio zdecydował się na hodowlę i udomowienie dzikich zwierząt, publikując jednocześnie swoją nową książkę z opowiadaniami Los desterrados, która jest uważana za jego największy sukces. Quiroga miał już na oku swoją ostatnią i ostateczną miłość – Maríę Elenę Bravo, szkolną koleżankę swojej córki Eglé, która uległa jego zalotom i poślubiła go w tym samym roku, zanim jeszcze ukończyła 20 lat.

### Przyjaźnie
Oprócz wspomnianych Leopoldo Lugonesa i José Enrique Rodó, praca Quirogi w sferze literackiej i kulturalnej przyniosła mu przyjaźń i podziw wielkich i wpływowych osobistości. Wśród nich była argentyńska poetka Alfonsina Storni oraz pisarz i historyk Ezequiel Martínez Estrada. Quiroga czule nazywał tego ostatniego „moim młodszym bratem”.
W międzyczasie Caras y Caretas opublikowało siedemnaście artykułów biograficznych napisanych przez Quirogę poświęconych takim postaciom jak Robert Scott, Luis Pasteur, Robert Fulton, H.G. Wells, Thomas de Quincey i inni. W 1929 roku Quiroga doświadczył swojej jedynej porażki sprzedażowej. Wspomniana już powieść Pasado amor sprzedała się w księgarniach w zaledwie czterdziestu egzemplarzach. W tym samym czasie zaczął mieć poważne problemy małżeńskie.

### Ostatni powrót do Misiones
W 1932 r. Quiroga wraz z żoną i z córką z drugiego małżeństwa, Maríą „Pitoca” Heleną, po raz ostatni osiedlił się w Misiones – w miejscu które miało być miejscem jego emerytury. W tym celu, nie mając innych środków utrzymania, udało mu się uzyskać dekret przenoszący jego placówkę konsularną do pobliskiego miasta. Jednak wydarzenia polityczne doprowadziły do zmiany rządu, który nie chciał usług pisarza i wydalił go z konsulatu. Niektórzy przyjaciele Horacio, tacy jak Enrique Amorim, zorganizowali argentyńską emeryturę Quirogi.
Dzięki tej sytuacji wymiana epistolarna między Quirogą a Amorimem stała się liczna. Zachowane listy pokazują, że Horacio dzielił się większością swoich problemów ze swoim powiernikiem. Prawie wszystkie dotyczyły problemów intymnych i rodzinnych, pisarz niejednokrotnie w nich zwracał się o radę i pomoc. Żona Quirogi (podobnie jak jej poprzedniczka) nie lubiła życia w buszu, a kłótnie i gwałtowne kłótnie stały się codzienne i trwałe. Mniej więcej w tym czasie do sprzedaży trafił zbiór opublikowanych już opowiadań zatytułowany Más allá (1935). Od zainteresowania dziełami Munthego i Ibsena, Quiroga zwrócił się ku nowym autorom i stylom i zaczął planować swoją autobiografię.

### Choroba
W 1935 roku Quiroga zaczął doświadczać uciążliwych objawów, związanych z zapaleniem prostaty lub inną chorobą prostaty. Wysiłki jego przyjaciół zaowocowały i w następnym roku przyznano mu emeryturę. Gdy ból i trudności z oddawaniem moczu nasiliły się, jego żona zdołała przekonać go do przeprowadzki do Posadas, gdzie lekarze zdiagnozowali u niego przerost prostaty.
Problemy rodzinne Quirogi trwały jednak dalej, ponieważ jego żona i córka porzuciły go na dobre, zostawiając go samotnego i chorego w Misiones. Wróciły do Buenos Aires, a pisarz całkowicie podupadł w obliczu tej straty. Quiroga napisał w liście do Martíneza Estrady: „Kiedy uznałem, że wykonałem swoją pracę – to znaczy, że dałem z siebie wszystko, co było we mnie najsilniejsze – zacząłem postrzegać śmierć w inny sposób. Niektóre bóle, zmartwienia, rozczarowania podkreśliły tę wizję. A dziś nie boję się śmierci, mój przyjacielu, ponieważ oznacza ona odpoczynek”.
Kiedy stan jego choroby prostaty sprawił, że nie był już w stanie dłużej wytrzymać, Horacio udał się do Buenos Aires, aby poddać się leczeniu przez lekarzy. Został przyjęty do prestiżowego Hospital de Clínicas w Buenos Aires na początku 1937 roku i operacja ujawniła, że cierpi na zaawansowany, przypadek raka prostaty, który okazał się być nieuleczalny i nieoperacyjny. María Elena była u jego boku w ostatnich chwilach, podobnie jak wielu z jego dużej grupy przyjaciół.
Po południu 18 lutego komisja lekarska wyjaśniła pisarzowi powagę jego stanu. Jakiś czas później Quiroga poprosił o pozwolenie na opuszczenie szpitala, które zostało mu udzielone, dzięki czemu mógł odbyć długi spacer po mieście. Wrócił do szpitala o 23:00. Kiedy Quiroga został przyjęty, dowiedział się, że w piwnicach zamknięto potwora – nieszczęsnego pacjenta z ohydnymi deformacjami podobnymi do tych, które miał Joseph Merrick – Człowiek Słoń. Zlitowawszy się nad nim, Quiroga zażądał, aby pacjent – zwany Vicente Batistessa został zwolniony z zamknięcia i umieszczony w tym samym pomieszczeniu, w którym był internowany pisarz. Jak można było się spodziewać, Batistessa stał się przyjacielem okazawszy wieczne uwielbienie i wielką wdzięczność pisarzowi opowiadań za jego ludzki gest.

### Samobójstwo
Zrozpaczony swoim stanem zdrowia oraz zdając sobie sprawę, że jego życie dobiega końca, Horacio Quiroga zwierzył się Batistessie ze swojej decyzji, którą było „wyprzedzenie” raka i skrócenie swojego bólu, w czym ten drugi obiecał mu pomóc. Tego samego ranka, w obecności swojego przyjaciela, Horacio Quiroga wypił szklankę cyjanku, która zabiła go w ciągu kilku minut.
Jego ciało spoczęło w Casa del Teatro de la Sociedad Argentina de Escritores (SADE), którego był założycielem i wiceprezesem. Jakiś czas później jego szczątki zostały repatriowane do ojczystego kraju. Jednym z życzeń Quirogi było, aby po śmierci jego ciało zostało skremowane, a prochy rozsypane w dżungli Misiones. Ponieważ rodzina i przyjaciele tęsknili za powrotem pisarza do Salto, postanowili poszukać czegoś symbolicznego, więc zdecydowali się wykonać urnę z drzewa świętojańskiego i poprosili o to rosyjskiego rzeźbiarza Stepána Erzię. Erzia spędził dwadzieścia cztery godziny pracując nad tym dziełem, które znajduje się w Muzeum Casa Quiroga w Salto w Urugwaju. Jego troje dzieci również popełniło samobójstwo, Eglé rok później, w 1938 roku, Dario w 1952 roku i María Elena w 1988 roku.

## Twórczość
Chronologia bibliograficzna publikacji za życia autora:
- Diario de viaje a París, 1900,
- Los arrecifes de coral, 1901,
- El crimen del otro, 1904,
- Los perseguidos, 1905,
- Historia de un amor turbio, 1908,
- Cuentos de amor de locura y de muerte, 1917,
- Cuentos de la selva, 1918,
- El salvaje, 1920,
- Las sacrificadas, 1920,
- El hombre muerto, 1920,
- Anaconda, 1921,
- El desierto, 1924,
- Los desterrados, 1926,
- Pasado amor, 1929,
- Suelo natal, 1931,
- Más allá, 1935.

## Polskie przekłady
- Opowiadania o miłości, szaleństwie i śmierci, przeł. z hisz. Zofia Wasitowa, Warszawa: Państ. Instytut Wydawniczy, 1976.
- Biała zapaść: opowiadania wybrane, z hisz. i wyboru dokonał Marek Baterowicz; posł. Adam Komorowski, Kraków: Wyd. Literackie, 1981.
- Zarżnięta kura: opowieści niesamowite, Horacio Quiroga (et al.); red. Władysław Kot. Sandomierz: Wydawnictwo i Księgarnia Internetowa Armoryka, 2007.
- Sierpniowy upał: opowieści niesamowite, Horacio Quiroga (et al.); red. Władysław Kot. Sandomierz: Wydawnictwo i Księgarnia Internetowa Armoryka, 2008.
- Przerażający staruch: opowieści niesamowite, Horacio Quiroga (et al.); red. Władysław Kot. Sandomierz: Wydawnictwo i Księgarnia Internetowa Armoryka, 2008.
- Zły duchowny: opowieści niesamowite, Horacio Quiroga (et al.); red. Władysław Kot. Sandomierz: Wydawnictwo i Księgarnia Internetowa Armoryka, 2008.